# Paul Hatry
Paul Hatry (Frankfurt am Main, 29 oktober 1929 - Brussel, 16 augustus 2010) was een Belgisch politicus en minister voor de PRL.

## Levensloop
Als licentiaat in de economische en financiële wetenschappen en handelsingenieur aan de Université libre de Bruxelles werd hij hoogleraar aan de ULB, beheerder van vennootschappen, en afgevaardigd beheerder van de Belgische Petroleumfederatie.
Tevens was Hatry van 1958 tot 1961 kabinetsadviseur en daarna adjunct-kabinetschef bij minister van Economische Zaken Jacques Van der Schueren en van 1960 tot 1961 kabinetschef van minister-onderstaatssecretaris van Energie Roger De Looze. Van 1961 tot 1994 was hij daarnaast ook lid van de Centrale Raad voor het Bedrijfsleven en van 1970 tot 1986 ondervoorzitter van het Centrum Paul Hymans.
Hij begon een politieke loopbaan voor de PRL en zetelde voor deze partij van 1981 tot 1999 in de Belgische Senaat: van 1981 tot 1985 en van 1991 tot 1995 was hij provinciaal senator voor Brabant, van 1985 tot 1991 was hij rechtstreeks gekozen senator voor het arrondissement Brussel en van 1995 tot 1999 gecoöpteerd senator. Van 1983 tot 2000 was hij tevens gemeenteraadslid van Brussel.
Bovendien was hij van juni tot oktober 1980 in opvolging van Robert Henrion minister van Financiën in de Regering-Martens III en van 1983 tot 1985 in opvolging van Albert Demuyter minister van het Brusselse Gewest in de Regering-Martens V.
In 1991 werd Hatry aangesteld tot ereconsul van Colombia. Ook was hij van 1993 tot 1999 voorzitter van de raad van bestuur van de Belgische Philipsgroep en van 1999 tot 2001 voorzitter van de raad van bestuur van SEFB Record Bank.